# Montreux Volley Masters 2016
Il Montreux Volley Masters di pallavolo femminile 2016 si è svolto dal 31 maggio al 5 giugno 2016 a Montreux, in Svizzera: al torneo hanno partecipato otto squadre nazionali e la vittoria finale è andata per sesta volta alla Cina.

## Impianti
|                                                                             |  |  |
|                                                                             |  |  |
| Salle Omnisports du Pierrier Città: Montreux Capienza: - Anno d'apertura: - |  |  |

## Regolamento

### Formula
Le squadre hanno disputato una prima squadra a gironi con formula del girone all'italiana; al termine della prima fase:
- Le prime due classificate di ogni girone hanno acceduto alla fase finale per il primo posto, strutturata in semifinali, finale per il terzo posto e finale.
- Le ultime due classificate di ogni girone hanno acceduto alla fase finale per il quinto posto, strutturata in due finali per il quinto posto.

### Criteri di classifica
Se il risultato finale è stato di 3-0 o 3-1 sono stati assegnati 3 punti alla squadra vincente e 0 a quella sconfitta, se il risultato finale è stato di 3-2 sono stati assegnati 2 punti alla squadra vincente e 1 a quella sconfitta.
L'ordine del posizionamento in classifica è stato definito in base a:
- Punti;
- Numero di partite vinte;
- Ratio dei set vinti/persi;
- Ratio dei punti realizzati/subiti.

## Squadre partecipanti
| Squadra     | Qualificazione | Ultima partecipazione        |
| ----------- | -------------- | ---------------------------- |
| Belgio      | Wild card      | Coupes des Nations 1984      |
| Brasile     | Wild card      | Montreux Volley Masters 2014 |
| Cina        | Wild card      | Montreux Volley Masters 2015 |
| Paesi Bassi | Wild card      | Montreux Volley Masters 2015 |
| Serbia      | Wild card      | Montreux Volley Masters 2008 |
| Svizzera    | Wild card      | Montreux Volley Masters 2014 |
| Thailandia  | Wild card      | Debutto                      |
| Turchia     | Wild card      | Montreux Volley Masters 2015 |

## Torneo

### Fase a gironi
| Girone A | Girone B    |
| -------- | ----------- |
| Belgio   | Paesi Bassi |
| Brasile  | Serbia      |
| Cina     | Svizzera    |
| Turchia  | Thailandia  |

#### Girone A

##### Risultati
| 31 maggio 2016 Salle Omnisports du Pierrier, Montreux Durata: 1h:29 - Spettatori: 1 540 | Cina    | 3 - 0 | Brasile | 25-20, 25-17, 25-22               |
| 31 maggio 2016 Salle Omnisports du Pierrier, Montreux Durata: 1h:40 - Spettatori: 1 040 | Turchia | 1 - 3 | Belgio  | 24-26, 25-16, 21-25, 13-25        |
| 1º giugno 2016 Salle Omnisports du Pierrier, Montreux Durata: 1h:42 - Spettatori: 1 140 | Cina    | 1 - 3 | Turchia | 21-25, 25-15, 19-25, 15-25        |
| 2 giugno 2016 Salle Omnisports du Pierrier, Montreux Durata: 1h:17 - Spettatori: 790    | Belgio  | 0 - 3 | Cina    | 23-25, 20-25, 21-25               |
| 2 giugno 2016 Salle Omnisports du Pierrier, Montreux Durata: 2h:27 - Spettatori: 1 420  | Turchia | 3 - 2 | Brasile | 25-19, 26-28, 20-25, 25-21, 15-12 |
| 3 giugno 2016 Salle Omnisports du Pierrier, Montreux Durata: 1h:20 - Spettatori: 1 330  | Brasile | 3 - 0 | Belgio  | 25-21, 25-20, 25-22               |

##### Classifica
| Pos | Squadra | Pt | G | V | P | SV | SP | Ratio | PF  | PS  | Ratio |
| --- | ------- | -- | - | - | - | -- | -- | ----- | --- | --- | ----- |
| 1   | Cina    | 6  | 3 | 2 | 1 | 7  | 3  | 2.333 | 230 | 213 | 1.079 |
| 2   | Turchia | 5  | 3 | 2 | 1 | 7  | 6  | 1.166 | 284 | 277 | 1.025 |
| 3   | Brasile | 4  | 3 | 1 | 2 | 5  | 6  | 0.833 | 239 | 249 | 0.959 |
| 4   | Belgio  | 3  | 3 | 1 | 2 | 3  | 7  | 0.428 | 219 | 233 | 0.939 |

#### Girone B

##### Risultati
| 31 maggio 2016 Salle Omnisports du Pierrier, Montreux Durata: 1h:11 - Spettatori: 800   | Serbia      | 3 - 0 | Svizzera    | 25-10, 25-19, 25-17               |
| 1º giugno 2016 Salle Omnisports du Pierrier, Montreux Durata: 1h:08 - Spettatori: 1 060 | Svizzera    | 0 - 3 | Paesi Bassi | 22–25, 9–25, 19–25                |
| 1º giugno 2016 Salle Omnisports du Pierrier, Montreux Durata: 2h:03 - Spettatori: 720   | Serbia      | 2 - 3 | Thailandia  | 25-16, 19-25, 21-25, 25-20, 13-15 |
| 2 giugno 2016 Salle Omnisports du Pierrier, Montreux Durata: 2h:04 - Spettatori: 980    | Thailandia  | 3 - 2 | Paesi Bassi | 26-28, 21-25, 25-20, 25-23, 15-10 |
| 3 giugno 2016 Salle Omnisports du Pierrier, Montreux Durata: 1h:15 - Spettatori: 2 340  | Thailandia  | 3 - 0 | Svizzera    | 25-23, 25-14, 25-18               |
| 3 giugno 2016 Salle Omnisports du Pierrier, Montreux Durata: 1h:54 - Spettatori: 1 520  | Paesi Bassi | 3 - 1 | Serbia      | 25-18, 25-23, 22-25, 26-24        |

##### Classifica
| Pos | Squadra     | Pt | G | V | P | SV | SP | Ratio | PF  | PS  | Ratio |
| --- | ----------- | -- | - | - | - | -- | -- | ----- | --- | --- | ----- |
| 1   | Thailandia  | 7  | 3 | 3 | 0 | 9  | 4  | 2.250 | 288 | 264 | 1.090 |
| 2   | Paesi Bassi | 7  | 3 | 2 | 1 | 8  | 4  | 2.000 | 279 | 252 | 1.107 |
| 3   | Serbia      | 4  | 3 | 1 | 2 | 6  | 6  | 1.000 | 268 | 245 | 1.093 |
| 4   | Svizzera    | 0  | 3 | 0 | 3 | 0  | 9  | 0.000 | 151 | 225 | 0.671 |

### Fase finale

#### Finali 1º e 3º posto
|  | Semifinali  | Semifinali  | Semifinali |            |      | Finale 1º/2º posto | Finale 1º/2º posto | Finale 1º/2º posto |  |
|  |             |             |            |            |      |                    |                    |                    |  |
|  | Cina        | Cina        | 3          |            |      |                    |                    |                    |  |
|  | Cina        | Cina        | 3          |            |      |                    |                    |                    |  |
|  | Paesi Bassi | Paesi Bassi | 2          |            |      |                    |                    |                    |  |
|  | Paesi Bassi | Paesi Bassi | 2          |            | Cina | Cina               | 3                  |                    |  |
|  |             |             |            |            | Cina | Cina               | 3                  |                    |  |
|  |             |             | Thailandia | Thailandia | 0    |                    |                    |                    |  |
|  | Thailandia  | Thailandia  | Thailandia | Thailandia | 0    | 3                  |                    |                    |  |
|  | Thailandia  | Thailandia  |            |            |      | 3                  |                    |                    |  |
|  | Turchia     | Turchia     | 2          |            |      | Finale 3º/4º posto | Finale 3º/4º posto | Finale 3º/4º posto |  |
|  | Turchia     | Turchia     | 2          |            |      |                    |                    |                    |  |
|  |             |             |            |            |      |                    |                    |                    |  |
|  |             |             |            |            |      | Paesi Bassi        | Paesi Bassi        | 1                  |  |
|  |             |             |            |            |      | Paesi Bassi        | Paesi Bassi        | 1                  |  |
|  |             |             |            |            |      | Turchia            | Turchia            | 3                  |  |

##### Semifinali
| 4 giugno 2016 Salle Omnisports du Pierrier, Montreux Durata: 2h:08 - Spettatori: 2 020 | Thailandia | 3 - 2 | Turchia     | 25-22, 21-25, 25-18, 16-25, 19-17 |
| 4 giugno 2016 Salle Omnisports du Pierrier, Montreux Durata: 2h:15 - Spettatori: 1 325 | Cina       | 3 - 2 | Paesi Bassi | 20-25, 25-23, 23-25, 25-20, 15-9  |

##### Finale 3º posto
| 5 giugno 2016 Salle Omnisports du Pierrier, Montreux Durata: 1h:34 - Spettatori: 1 570 | Paesi Bassi | 1 - 3 | Turchia | 21-25, 25-16, 25-15, 25-22 |

##### Finale
| 5 giugno 2016 Salle Omnisports du Pierrier, Montreux Durata: 1h:17 - Spettatori: 2 500 | Cina | 3 - 0 | Thailandia | 14-25, 20-25, 23-25 |

#### Finale 5º posto
| 4 giugno 2016 Salle Omnisports du Pierrier, Montreux Durata: 1h:06 - Spettatori: 860   | Brasile | 3 - 0 | Svizzera | 25-6, 25-18, 25-21               |
| 4 giugno 2016 Salle Omnisports du Pierrier, Montreux Durata: 2h:12 - Spettatori: 1 415 | Serbia  | 2 - 3 | Belgio   | 22-25, 25-27, 25-21, 25-18, 8-15 |

## Podio

### Campione
Formazione: 4 Liu Xiaotong, 6 Yang Junjing, 7 Wei Qiuyue, 10 Yao Di, 12 Hui Ruoqi, 13 Zhang Xiaoya, 14 Gong Xiangyu, 16 Shan Danna, 18 Wang Mengjie, 20 Zheng Yixin, 21 Wang Ning, 22 Qin Siyu, 23 Chen Liyi, 24 Wang Yunlu, CT: An Jajie

### Secondo posto
Formazione: 2 Piyanut Pannoy, 3 Pornpun Guedpard, 4 Thatdao Nuekjang, 5 Pleumjit Thinkaow, 6 Onuma Sittirak, 7 Hattaya Bamrungsuk, 8 Yupa Sanitklang, 12 Pimpichaya Kokram, 13 Nootsara Tomkom, 15 Malika Kanthong, 18 Ajcharaporn Kongyot, 19 Chatchu-on Moksri, CT: Danai Sriwacharamaytakul

### Terzo posto
Formazione: 1 Gizem Örge, 2 Merve Dalbeler, 5 Kübra Akman, 6 Polen Uslupehlivan, 7 Hande Baladın, 9 Aslı Kalaç, 10 Güldeniz Önal, 11 Naz Aydemir, 12 Melis Durul, 14 Eda Erdem, 17 Nursevil Aydınlar, 20 Gözde Yılmaz, 21 Özge Yurtdagülen, 25 Fatma Yıldırım, CT: Ferhat Akbaş

## Classifica finale
| Pos | Squadre     |
| --- | ----------- |
|     | Cina        |
|     | Thailandia  |
|     | Turchia     |
| 4   | Paesi Bassi |
| 5   | Belgio      |
| 5   | Brasile     |
| 7   | Serbia      |
| 7   | Svizzera    |

## Premi individuali
| Premio                 | Nome                | Squadra    |
| ---------------------- | ------------------- | ---------- |
| MVP                    | Hui Ruoqi           | Cina       |
| Miglior palleggiatrice | Nootsara Tomkom     | Thailandia |
| Miglior opposto        | Gong Xiangyu        | Cina       |
| Miglior schiacciatrice | Hui Ruoqi           | Cina       |
| Miglior schiacciatrice | Ajcharaporn Kongyot | Thailandia |
| Miglior centrale       | Zhang Xiaoya        | Cina       |
| Miglior centrale       | Hattaya Bamrungsuk  | Thailandia |
| Miglior libero         | Piyanut Pannoy      | Thailandia |